# Музей на Стара Херцеговина
Музей на Стара Херцеговина (на сръбски: Музеј Старе Херцеговине) е музей в град Фоча, Република Сръбска, Босна и Херцеговина. Музеят притежава множество архивни материали, както и научни трудове, свързани с Втората световна война. Директор на музея е Снежана Кунарац.

## История
Музеят на Стара Херцеговина е основан през 1956 г. Той се помещава в сградата на бившия хотел „Герстъл“, построен през 1906 г., който е съборен по време на Втората световна война. На същото място е построен хотел „Вучево“.

## Експозиции
Музеят разполага с четири постоянни експозиции:
- Етнографска експозиция
- Фоча в миналото
- Фочанска република
- Битка при Сутиеска